# 九龍巴士6號線
九龍巴士6號線是香港九龍市區的一條日間巴士路線，來往荔枝角及尖沙咀碼頭之間。由於本線途經多處遊客熱點，九巴將本線冠以「特式購物遊」（Specialty Shopping）稱號，以吸引遊客乘搭。
本線是全港首條使用雙層空調巴士行走的專營巴士路線，早於1989年已有一輛空調巴士行走，以作測試。

## 歷史
- 1920年至1930年：路線投入服務，來往尖沙咀至荔枝角，當時路線編號為2號線。
- 1941年12月：日軍佔領香港，路線因而暫停服務。
- 1946年9月13日：路線重投服務，稱為6號線。
- 1946年11月3日：路線由荔枝角遷往煤倉。
- 1950年8月：路線由煤倉遷往荔園遊樂場。
- 1957年3月1日：往荔枝角方向改經元州街。
- 1963年11月21日：往荔枝角方向改經由元州街經昌華街往長沙灣道。
- 1973年7月28日：往荔枝角方向改經興華街取代昌華街。
- 1974年3月10日：為配合荔枝角大橋高架橋底巴士總站啟用，本線總站遷至荔枝角大橋，同日九巴增闢6A路線服務荔園至尖沙咀。
- 1975年2月1日：特快豪華巴士路線206線投入服務。
- 1976年3月3日：因興建香港地鐵，路線多次改道。
- 1978年10月2日：206線總站由尖沙咀碼頭遷往尖沙咀豪華巴士總站（力寶太陽廣場及朗廷酒店現址）。
- 1980年6月23日：丹尼士喝采型空調巴士試驗行走206線，成為全港首條使用雙層空調巴士行走的巴士路線，收費與單層豪華巴士相同。
- 1982年6月20日：地鐵荃灣綫通車後，206線因客量急降八成而取消服務。
- 1982年10月20日：路線恢復行經彌敦道。
- 1989年5月5日：利蘭奧林匹克空調巴士在本線試驗行走。
- 1991年9月8日：本線增派空調巴士行走。
- 2011年7月17日：與6A線合併，總站遷回荔枝角巴士總站，全線改為空調服務，往尖沙咀碼頭方向加停長沙灣道美孚中電大樓巴士站，每日部份往尖沙咀碼頭班次繞經美孚巴士總站，平日早上另設特別班次由美孚巴士總站開往尖沙咀碼頭[2][3]。
- 2014年3月29日：取消晨早特別班次由美孚巴士總站開往尖沙咀碼頭，由6X線所取代[4]。
- 2015年3月21日：增設到站時間預報。[5]
- 2015年12月19日：6X線停止服務[6]。
- 2016年12月10日：新增「特色購物線」稱號，（Specialty Shopping，「特式」為「特色」之錯別字）的稱號作宣傳，吸引海外遊客乘坐，並在此路線其中八部常用車輛車頭貼上「特色購物線」的標誌作標示。此外，此路線用車車內放置有關宣傳單張及貼上標明沿途主要旅遊點的路線圖，報站機歡迎辭更加入日語及韓語廣播，電牌亦會顯示「Shopping」字樣和禮物盒圖樣。同時沿線車站裝上「特式購物線」標誌的宣傳品，方便旅客得悉車站位置。
- 2020年8月17日：取消經美孚巴士總站特別班次，所有班次不經美孚巴士總站。[7]

## 服務時間及班次
| 荔枝角開         | 荔枝角開    | 荔枝角開     | 尖沙咀碼頭開     | 尖沙咀碼頭開 | 尖沙咀碼頭開 |
| 日期             | 服務時間    | 班次（分鐘） | 日期             | 服務時間     | 班次（分鐘） |
| ---------------- | ----------- | ------------ | ---------------- | ------------ | ------------ |
| 星期一至五       | 05:30-07:00 | 15           | 星期一至五       | 06:15-08:35  | 20           |
| 星期一至五       | 07:00-09:00 | 12           | 星期一至五       | 08:35-11:05  | 15           |
| 星期一至五       | 09:00-18:20 | 10           | 星期一至五       | 11:05-14:25  | 10           |
| 星期一至五       | 18:20-19:20 | 12           | 星期一至五       | 14:25-16:58  | 8/9          |
| 星期一至五       | 19:20-20:50 | 15           | 星期一至五       | 16:58-18:58  | 10           |
| 星期一至五       | 20:50-23:50 | 20           | 星期一至五       | 18:58-19:58  | 12           |
|                  |             |              | 星期一至五       | 19:58-21:58  | 10           |
| 21:58-23:10      | 12          |              | 星期一至五       |              |              |
| 23:10-23:55      | 15          |              | 星期一至五       |              |              |
| 23:55-00:35      | 20          |              | 星期一至五       |              |              |
| 星期六           | 05:30-07:50 | 20           | 星期六           | 06:15-08:35  | 20           |
| 星期六           | 07:50-08:50 | 15           | 星期六           | 08:35-09:50  | 15           |
| 星期六           | 08:50-18:50 | 10           | 星期六           | 09:50-10:50  | 12           |
| 星期六           | 18:50-19:50 | 15           | 星期六           | 10:50-13:00  | 10           |
| 星期六           | 19:50-23:50 | 20           | 星期六           | 13:00-18:39  | 8/9          |
|                  |             |              | 星期六           | 18:39-22:59  | 10           |
| 22:59-23:55      | 14          |              | 星期六           |              |              |
| 23:55-00:35      | 20          |              | 星期六           |              |              |
| 星期日及公眾假期 | 05:30-07:30 | 20           | 星期日及公眾假期 | 06:15-08:35  | 20           |
| 星期日及公眾假期 | 07:30-09:00 | 15           | 星期日及公眾假期 | 08:35-10:50  | 15           |
| 星期日及公眾假期 | 09:00-17:10 | 10           | 星期日及公眾假期 | 10:50-11:50  | 12           |
| 星期日及公眾假期 | 17:10-19:10 | 12           | 星期日及公眾假期 | 11:50-16:10  | 10           |
| 星期日及公眾假期 | 19:10-20:10 | 15           | 星期日及公眾假期 | 16:10-16:19  | 9            |
| 星期日及公眾假期 | 20:10-23:50 | 20           | 星期日及公眾假期 | 16:19-21:59  | 10           |
|                  |             |              | 星期日及公眾假期 | 21:59-22:59  | 12           |
| 22:59-23:55      | 14          |              | 星期日及公眾假期 |              |              |
| 23:55-00:35      | 20          |              | 星期日及公眾假期 |              |              |

## 收費
全程：$5.6
| - 本線設有12歲以下小童及65歲或以上長者半價優惠。 - 65歲或以上香港居民使用「樂悠咭」，以及12歲以下合資格殘疾兒童使用「殘疾人士身份」個人八達通繳付車資，均可享有每程$2.0或半價（以較低者為準）的票價優惠；12至64歲合資格殘疾人士使用「殘疾人士身份」個人八達通（包括「樂悠咭」），以及60至64歲香港居民使用「樂悠咭」繳付車資，均可享有每程$2.0或全費（以較低者為準）的票價優惠。 - 65歲或以上長者如使用長者或一般個人八達通繳付車資，則只可享有半價優惠；12至64歲合資格殘疾人士如不使用「殘疾人士身份」個人八達通，以及60至64歲人士如不使用「樂悠咭」繳付車資，必須繳付全費。 - 乘客可以現金或八達通於上車時付款，不設找續。 - 每位成人乘客可免費攜帶最多兩名4歲以下而不佔座位的兒童乘客乘車，超額之4歲以下小童必須繳付小童車費乘車。 - 持有「九巴月票」之乘客在車票有效期內，每日可享最多10程任何九龍巴士及龍運巴士路線（包括本路線，以及聯營路線的九龍巴士／龍運巴士提供的班次；惟乘搭機場「A」及「NA」線則可享原價二七折優惠（不會計算每天10次合資格車程））；而B1線則每日可享最多各2程（不會計算每天10次合資格車程）。 - 九龍巴士、城巴、龍運巴士及陽光巴士全職員工及家屬（不包括外判職員）可免費乘搭本路線，惟必須拍職員或職員家屬八達通。 - 乘客亦可透過多元化電子支付系統（e度嘟）繳付車資，包括使用非接觸式VISA卡、JCB卡、萬事達卡、銀聯卡、美國運通、大來國際、Discover Card、Apple Pay、Google Pay、Samsung Pay、AlipayHK「易乘碼」、支付寶、WeChatHK／微信支付「搭車碼」、銀聯雲閃付「乘車碼」及BOC Pay「乘車碼」。乘客使用此付款方式，使用此支付方式的乘客可享有中途下車之分段收費，以及與其他九巴／龍運獨營路線或聯營線九巴／龍運班次之轉乘優惠，惟不適用於與非九巴／龍運路線之轉乘優惠，亦不能享有「公共交通費用補貼計劃」及「長者及合資格殘疾人士公共交通票價優惠計劃」。 |

### 八達通轉乘優惠
乘客登上首程巴士後150分鐘內以同一張八達通卡轉乘以下路線，次程可獲車資折扣優惠：
6←→11，次程可獲$4.2折扣優惠
- 6往尖沙咀 → 11往鑽石山站
- 11往九龍站 → 6往荔枝角

6←→72、81、95、270A，次程可獲$4.2折扣優惠
- 6往荔枝角 → 72、81、95或270A往新界
- 72、81、95或270A往九龍 → 6往尖沙咀

6←→40，次程可獲$4.2折扣優惠
- 6往尖沙咀 → 40往麗港城
- 40往荃灣 → 6往荔枝角

6←→42A、43C，次程可獲$5.6折扣優惠
- 6往荔枝角 → 42A或43C往青衣
- 42A或43C往九龍 → 6往尖沙咀

## 使用車輛

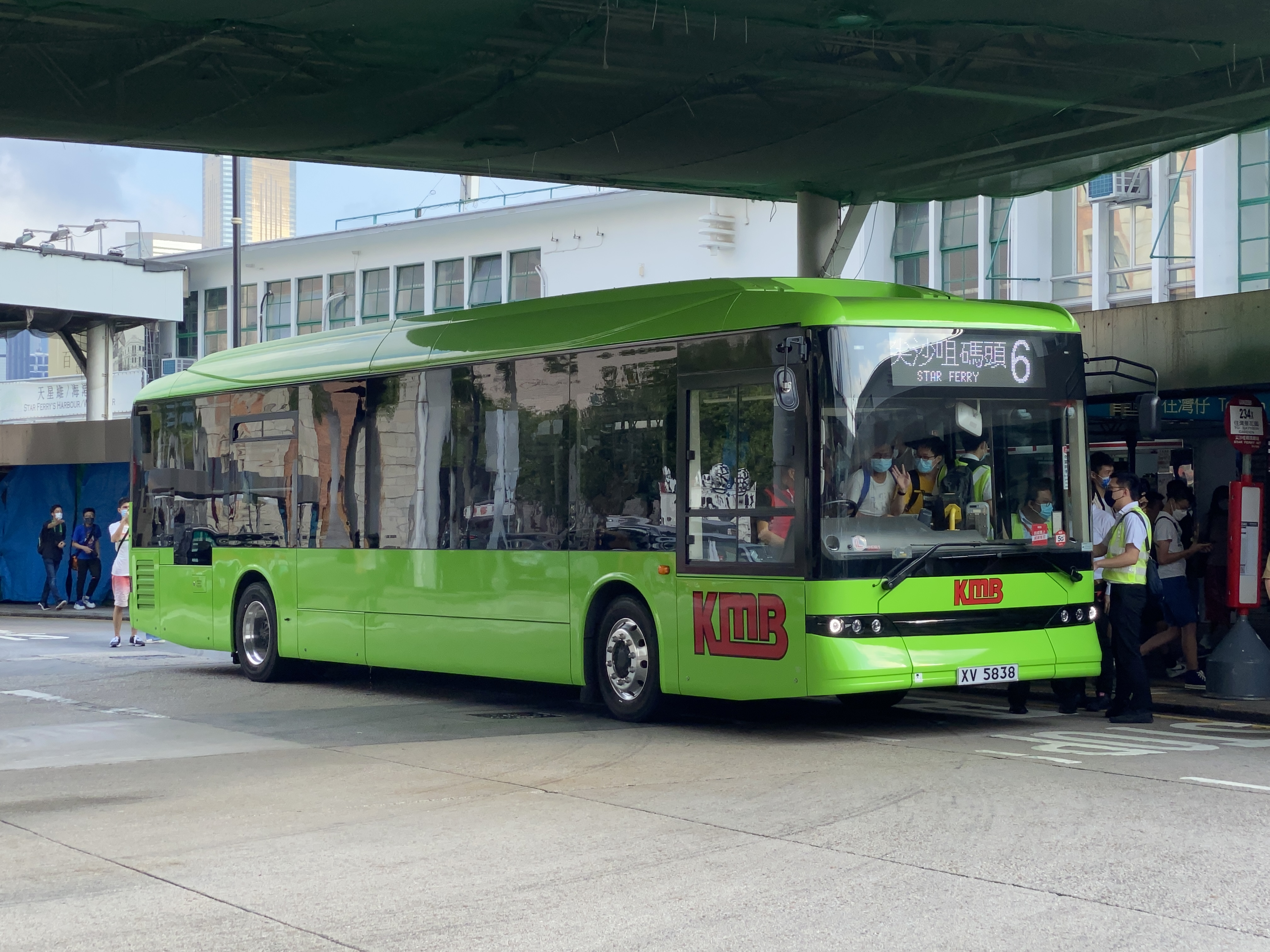
2022年4月25日首航6號線的比亞迪B12A

由於此路線途經專營巴士低排放區，故必須達到歐盟五型或以上排放標準車輛行走。
在空調用車方面，1988年成為用作試驗空調巴士的首條路線，一輛利蘭奧林比安11米空調雙層巴士被派往本線試驗。最後試驗成功，成為全球首輛以主引擎驅動空調系統的空調雙層巴士。但本線並非首條加入雙層空調巴士行走的路線，要到1991年才加入空調巴士行走。用車為11米丹尼士巨龍。期後曾使用11米利蘭奧林比安及12米富豪奧林比安。2002年，首次加入超低地台巴士，用車為12米富豪超級奧林比安。2003年，改派12米亞歷山大丹尼士Enviro 500巴士行走。
到2022年4月26日，九巴公佈16部由比亞迪生產的新一代純電動單層巴士投入服務，率先行走本路線。
現時本線使用7輛Enviro500 MMC 12米（ATENU）、5輛富豪B9TL 12米（AVBWU）、1輛比亞迪B12A 12米（BEB）、1輛比亞迪B12D 12米（BED）
| 車隊編號  | 車牌   |
| --------- | ------ |
| AVBWU328  | SW4002 |
| AVBWU330  | SW7682 |
| AVBWU341  | SX3463 |
| AVBWU343  | SX3730 |
| AVBWU432  | TS9002 |
| ATENU450  | TF5838 |
| ATENU686  | TP9475 |
| ATENU700  | TR2818 |
| ATENU744  | TS3302 |
| ATENU877  | TW8534 |
| ATENU1207 | UR4036 |
| ATENU1535 | VR3067 |
| BEB3      | XZ5361 |
| BED17     | ZB1132 |

## 行車路線
荔枝角開經：景荔徑、美荔道、長沙灣道、通州西街、青山道、大埔道、彌敦道及梳士巴利道。
尖沙咀碼頭開經：梳士巴利道、彌敦道、大埔道、元州街、興華街、長沙灣道、荔枝角道、美荔道及景荔徑。

### 沿線車站
| 荔枝角開 | 荔枝角開           | 荔枝角開                     | 尖沙咀碼頭開 | 尖沙咀碼頭開          | 尖沙咀碼頭開                 |
| 序號     | 車站名稱           | 位置                         | 序號         | 車站名稱              | 位置                         |
| -------- | ------------------ | ---------------------------- | ------------ | --------------------- | ---------------------------- |
| 1        | 荔枝角巴士總站     | 荔枝角巴士總站               | 1            | 尖沙咀碼頭巴士總站    | 尖沙咀天星碼頭公共運輸交匯處 |
| 2        | 蘭秀道             | 美荔道                       | 2            | 中間道（N3)           | 彌敦道                       |
| 3        | 美孚站（C1）       | 長沙灣道                     | 3            | 金巴利道（N12)        | 彌敦道                       |
| 4        | 大南西街           | 青山道                       | 4            | 尖沙咀警署（N14）     | 彌敦道                       |
| 5        | 光昌街             | 青山道                       | 5            | 南京街（N25）         | 彌敦道                       |
| 6        | 興華街             | 青山道                       | 6            | 九龍中央郵政局（N36） | 彌敦道                       |
| 7        | 長發街             | 青山道                       | 7            | （N44）               | 彌敦道                       |
| 8        | 東京街             | 青山道                       | 8            | 碧街（N49）           | 彌敦道                       |
| 9        | 寶血醫院           | 青山道                       | 9            | 奶路臣街（N62）       | 彌敦道                       |
| 10       | 北河街             | 大埔道                       | 10           | 弼街（N71）           | 彌敦道                       |
| 11       | 西洋菜里           | 大埔道                       | 11           | 太子站（N75）         | 彌敦道                       |
| 12       | 旺角警署（S5）     | 彌敦道                       | 12           | 福華街休憩公園        | 大埔道                       |
| 13       | 奶路臣街（S16）    | 彌敦道                       | 13           | 北河街                | 元州街                       |
| 14       | 豉油街（S24）      | 彌敦道                       | 14           | 營盤街                | 元州街                       |
| 15       | 碧街（S30）        | 彌敦道                       | 15           | 東京街                | 元州街                       |
| 16       | 永星里（S33）      | 彌敦道                       | 16           | 發祥街                | 元州街                       |
| 17       | 長樂街（S43）      | 彌敦道                       | 17           | 元州商場              | 元州街                       |
| 18       | 德成街（S44）      | 彌敦道                       | 18           | 長沙灣徑（X33）       | 長沙灣道                     |
| 19       | 金馬倫道（S51）    | 彌敦道                       | 19           | 長荔街（X45）         | 長沙灣道                     |
| 20       | 中間道（S53）      | 彌敦道                       | 20           | 美孚站（B4）          | 荔枝角道                     |
| 21       | 香港文化中心       | 梳士巴利道                   | 21           | 蘭秀道                | 美荔道                       |
| 22       | 尖沙咀碼頭巴士總站 | 尖沙咀天星碼頭公共運輸交匯處 | 22           | 荔灣道                | 美荔道                       |
|          |                    |                              | 23           | 荔枝角巴士總站        | 荔枝角巴士總站               |

## 客量及車務資料
雖然6號線與港鐵荃灣線重疊，但由於後者客量經常供不應求，而本路線收費也較港鐵便宜，因此仍有不少乘客選搭，沿途流水客量甚高。在2010-2011年度葵青區／油尖旺區巴士路線發展計劃中，建議將6A線及6號線合併為新6號線，6號總站將由美孚搬遷到荔枝角並加密班次（即回復1974年3月10日前的荔枝角總站），6A線將取消。根據運輸署呈交予立法會的文件，雖然區議會表示反對，但運輸署認為應「盡早落實推行」。